# Národní park Glacier (Kanada)
Národní park Glacier (anglicky Glacier National Park), v doslovném překladu „Ledovcový národní park“, se nachází v jihovýchodní části kanadské provincie Britská Kolumbie v pohoří Selkirk Mountains. Patří mezi sedm národních parků, které se v Britské Kolumbii nacházejí. Jméno získal díky ledovcům, kterých je na území parku více než 400.

## Terén a klima
Park se nachází v pohoří Selkirk Mountains, které je součástí Columbia Mountains, které se táhnou ze severu USA podél východní hranice Britské Kolumbie západně od kanadských Skalnatých hor. Columbia Mountains však nejsou jejich součástí, jsou geologicky starší.
Terénu, který je z velké části pokryt ledovci, dominuje hřeben deseti vrcholů o výšce od 2600 m do 3390 m. Pro park jsou typické strmé a nepřístupné svahy. Klima parku je velmi drsné a po celý rok se vyznačuje vysokými srážkami. Přes zimu napadne až 23 metrů sněhu, což příčinou jedněch z nejaktivnějších lavin na světě, a pro léto je zase typické vlhké počasí a mlha. V parku se nachází unikátní staré cedry a jedlovce a několik kriticky ohrožených živočišných druhů jako horský karibu, kamzík bělák nebo medvěd grizzly.

## Historie
Civilizace se dostala do parku až s příchodem železnice. V roce 1881 oblast prozkoumal Američan Albert Bowman Rogers při hledání cesty pro Canadian Pacific Railway. Na jeho počest byl po něm pojmenován jeden z nejznámějších a nejobávanějších průsmyků v Severní Americe – Rogers Pass. Železnice proťala území parku v roce 1884. Národní park byl založen o dva roky později.
Největším protivníkem člověka se staly laviny. Prvních několik zim po vybudování trati neprojel kritickým průsmykem Rogers Pass ani vlak. Jen v samotném průsmyku muselo být vybudováno 31 střech proti lavinám o celkové délce 6,5 km. Přesto laviny způsobovaly velké škody materiální i na lidských životech. V roce 1899 zemřelo 8 lidí, když lavina smetla železniční zastávku v průsmyku. K nejhoršímu neštěstí došlo v roce 1910. Menší lavina zavalila projíždějící vlak. Zatímco velká skupina lidí pracovala na vyproštění vlaku, přišla z druhé strany velká lavina, která smetla vlak i většinu pracovníků. Tehdy našlo ve sněhu smrt 62 lidí. Aby se pro příště zabránilo podobným neštěstím, byl v roce 1916 vybudován 8 km tunel Connaught, který byl svého času nejdelším železničním tunelem v Severní Americe. V roce 1988 byl za účelem zvýšení kapacity trati prohlouben ještě tunel Mount Macdonald.
Po železnici do parku dorazila také silnice. Původní trasa dálnice se vyhýbala obávanému Rogers Passu, v letech 1956 až 1962 ale byla nová dálnice, která se stala součástí Transkanadské dálnice, vedena přes Rogers Pass, aby se zkrátila její délka.

## Aktivity

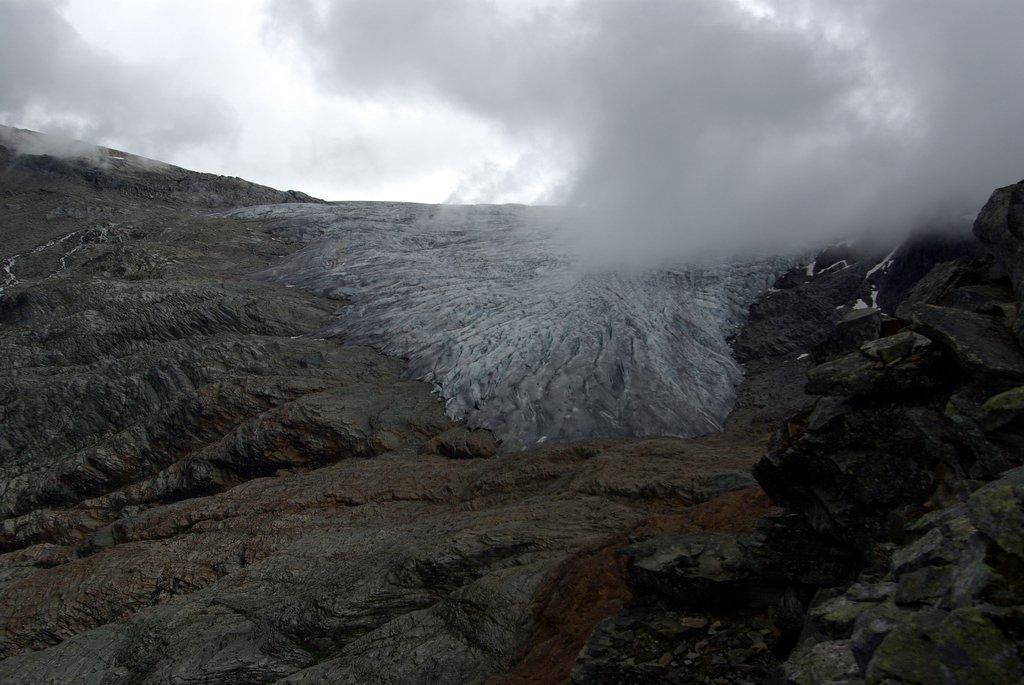
Jeden z ledovců v NP Glacier

Národní park Glacier je znám jako místo zrodu západokanadského horolezectví. V roce 1888 provedli první lezecké pokusy v parku Angličani Rev. William Spotswood Green a Rev. Henry Swanzy. O jedenáct let později byli najati švýcarští horští vůdci, kteří poskytovali služby návštěvníkům hotelu Glacier House v průsmyku Rogers Pass. Vytvořili mnoho stezek a našli cesty na místní vrcholy. Ačkoliv byla později železnice přesměrována do tunelu, hotel zapadl v zapomnění a poté, co byl smeten lavinou i definitivně opuštěn, stezky vytvořené švýcarskými horskými vůdci přetrvaly dodnes. Místní hory jsou pro mnoho turistů a horolezců výzvou, protože prudký a náročný terén spolu s drsným počasím vytvářejí tvrdé podmínky vyznavačům horských sportů.
Kromě horské turistiky si na své přijdou i vyznavači jeskynních systémů. Jeden z nich, Nakimu Caves, se nachází v údolí Cougar Valley.

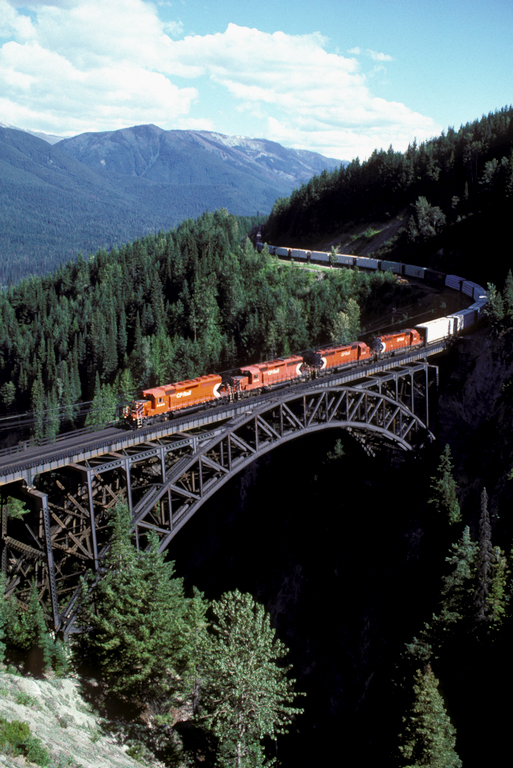
Vlak Kanadské pacifické dráhy přejíždějící Stoney Creek Bridge v Rogers Pass

## Rogers Pass
Tento obávaný vysoký horský průsmyk se nachází ve „Velkém ohybu“ řeky Columbia. Leží v nadmořské výšce 1330 metrů. Jelikož se jedná o nejkratší cestu ze západu na východ skrz pohoří Selkirk Mountains prochází jím jak železnice tak Transkanadská dálnice. Naneštěstí se v průsmyku nacházejí jedny z nejaktivnějších lavin na světě, které v minulosti způsobily nejedno neštěstí. Dnes je průsmyk vyhlášený mezi vyznavači skialpinismu, nachází se v něm návštěvnické centrum, s expozicí věnující se historii a současnosti průsmyku.